# Осака (футбольный клуб)
«Осака» (яп. FC大阪 Эфу Си: О:сака, от английского Football Club Osaka) — японский футбольный клуб из города Хигасиосака, префектура Осака.

## История
ФК «Осака» был основан в 1996 году. Спустя 11 лет после своего основания, в 2007 году, команда впервые выиграла первый дивизион Футбольной лиги префектуры Осака.
В 2015 году они победили Сересо Осака в первом раунде Кубка Императора 2015 года. В 2018 году для вступления в Джей-лигу была создана управляющая корпорация General Incorporated Association FC Osaka Sports Club. В четвертом году участия в Японской футбольной лиге «Осака» заняла свою самую высокую позицию за всю историю, заняв второе место в турнире. 27 ноября того же года клуб получил разрешение сделать Хигасиосаку своим городом базирования. В городе находится регбийный стадион «Ханазоно», который подвергся капитальному ремонту в преддверии чемпионата мира по регби 2019 года.
После этого, 26 ноября 2019 года, было подписано соглашение между футбольным клубом «Осака» и городом Хигасиосака о реконструкции поля стадиона Ханазоно. В частности, вторая площадка, пришедшая в упадок из-за возраста, была оборудована зрительскими местами для более чем 5000 зрителей в рамках подготовки к возможному выходу в Джей-лигу 3. На одной из трибун была установлена крыша, а трибуна за воротами была наклонена. Все затраты на строительство были профинансированы футбольным клубом «Осака» и после завершения переданы в дар городу Хигасиосака. Реконструкционные работы были проведены успешно, и ремонтные работы были завершены в декабре 2021 года. Кроме того, 26 ноября 2019 года клуб подал документы в Джей-лигу, претендуя на получение «статуса клуба 100-летнего плана Джей-лиги», как одно из обязательных условий для вступления в Джей-Лигу.
25 февраля 2020 года представленные документы получили одобрение Джей-лиги, в результате чего ФК «Осака» стал одним из обладателем статуса клуба 100-летнего плана. После этого, 30 июня, клуб подал заявку на получение лицензии Джей-лиги 3 с целью перейти туда к 2021 году. Лицензия лиги Джей-лиги 3 была выдана 15 сентября. ФК «Осака» не смог перейти туда в 2020 году, так как на момент закрытия лиги они находились на 9-м месте. В 2021 году у клуба все сложилось примерно так же: он отстал от 4 места всего на два очка и занял 7-е место.
На следующий год 5 ноября «Осака» впервые в своей истории повысилась в Джей-лигу 3, проведя восемь сезонов в Японской футбольной лиге. Наряду с командой «Нара Клуб», которые были признаны чемпионами. Несмотря на то, что «Осака» выиграла на один матч больше, чем «Нара», клуб также проиграл на два матча больше. Однако этот небольшой разрыв между ними и чемпионом положительно повлиял на трудное продвижение в Джей-лигу 3.
«Осака» стала 3 профессиональной командой префектуры Осака после Сересо Осака и Гамба Осака.

## Стадион
Команда не имеет собственного стадиона. Поэтому, команда арендовала и реконструировала регбийный стадион «Ханазоно Рэгби» и его запасное поле.